# Ivo Vojnović
Pour les articles homonymes, voir Vojnović.
Œuvres principales
- Trilogie de Dubrovnik (1903)

Ivo Vojnović (serbe en écriture cyrillique : Иво Војновић; né le 9 octobre 1857 et mort le 30 août 1929) est un écrivain serbe, puis yougoslave originaire de Dubrovnik. Il portait un titre de comte conféré à ses ancêtres par la république de Venise.

## Biographie
Ivo Vojnović effectue sa scolarité secondaire à Split et Zagreb, où il est diplômé du collège classique des jésuites (en) en 1875. Il fait ensuite ses études de droit à l'université de Zagreb en 1879.
Il est considéré comme le dramaturge moderne le plus éminent de Dubrovnik, dernier grand écrivain de la ville.
Il apparaît dans la littérature en 1880 lorsque August Šenoa, alors rédacteur en chef de la revue Vijenac (hr), publie sa nouvelle Geranium. Cela a été suivi par la nouvelle Perom i olovkom en 1884 et le roman Xanthus en 1886.
Entre 1891 et 1901, il écrit les poèmes du recueil Lapadski soneti. Deux sonnets de ce recueil (Prelude et Na Mihajlu) encadrent sa Trilogie de Raguse, le complexe dramatique le plus célèbre qui comprend les drames Allons enfants, Suton et Na taraci , chronique de la chute de la république de Raguse. Il aborde également le thème de la vie à Dubrovnik dans les pièces Équinoxe et Maškarate ispod kuplja.
Sa première pièce de théâtre Psyché en 1889 marque un tournant dans le théâtre et la littérature croates : à l'occasion de l'ouverture du nouveau bâtiment du Théâtre national croate, un concours a été organisé pour la première de la pièce. Bien que le favori soit Ante Tresić Pavičić (hr) avec une tragédie historique sur les traces de la tradition théâtrale du XIXe siècle Veliki Simeon, c'est la comédie de salon de Vojnović qui l'emporte, faisant de lui le fondateur du drame croate moderne.
En 1914, il est arrêté et emprisonné par le gouvernement austro-hongrois en tant que nationaliste yougoslave. Après la guerre, il séjourne quelques années à Paris avant de revenir en Yougoslavie. Tombé malade, il se fait soigner à Belgrade, où il meurt en 1929.
Ivo Vojnović dans ses œuvres a toujours cherché le rapprochement des deux littératures, serbe et croate et était très réceptif aux courants littéraires européens contemporains, du réalisme au symbolisme.

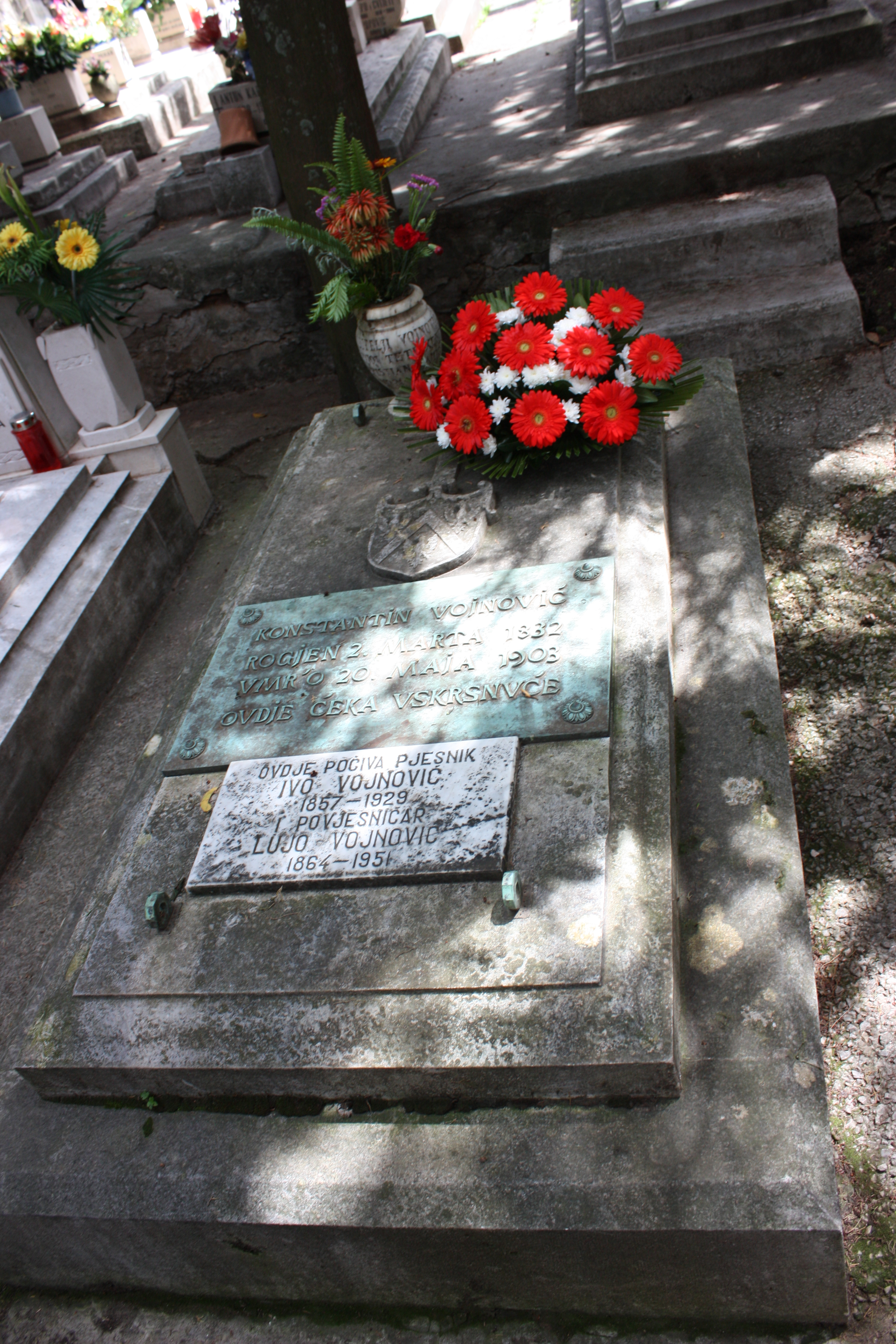
La tombe d'Ivo Vojnović dans le cimetière Saint-Michel à Dubrovnik

Il était catholique et Serbe, membres de sa famille (dont son frère Lujo Vojnović (en), avec lequel il était en mauvais termes) disent qu'ils sont Serbes.et militaient dans un « Mouvement serbe-catholique » (en)

## Œuvres
- Geranium (Le Géranium), Vienac (1880) I-II
- Perom i olovkom (À la plume et au crayon), Zagreb (1884)
- Ksanta, Zagreb (1886)
- Psyche, Zagreb (1889) couronné d'un prix décerné par Matica hrvatska (en)
- Gundulićev san (Le Rêve de Gundulić), Zagreb (1893)
- Ekvinocij (Équinoxe), Zagreb (1895)
- Dubrovačka trilogija (La Trilogie de Raguse), (Allons enfants!..., Suton, Na taraci) Zagreb (1903)
- Smrt majke Jugovića (La Mort de la mère de Jugović), Zagreb (1907)
- Gospođa sa suncokretom (La Dame au tournesol), Zagreb (1912)
- Lazarevo vaskrsenje (La Résurrection de Lazare), Dubrovnik (1913)
- Akordi, Zagreb (1918)
- Imperatrix, Zagreb (1918)
- Maškerate ispod kuplja (Danse de masques en Attique), Zagreb (1922)
- Prolog nenapisane drame (Prologue à un drame non-écrit), Belgrade (1929)